# Saken är biff
Saken är biff, svenskt idiomatiskt uttryck som närmast har betydelsen "det är ordnat" eller "det är färdigt".
Uttryckets ursprung är oklart men kan härröra från sekelskiftesslang med samma betydelse, "klara skivan". Det har föreslagits att uttrycket kommer från att en ansökan inom det militära, om den bifölls, förr i tiden ofta markerades med texten "bif." Texten "bif." ska så småningom ha kommit att uttalas som ordet biff. För denna förklaring saknas dock belägg.
Som variation av uttrycket har det ibland förekommit i formen "saken är Oskar", där "Oskar" hänvisar till biffmaträtten filé Oscar.